# Blessing Okagbare
Blessing Okagbare, född den 10 september 1988 i Sapele, Nigeria, är en nigeriansk friidrottare som tävlar i längdhopp och tresteg.
Okagbare deltog vid VM för juniorer 2006 men lyckades i varken längdhopp eller tresteg kvalificera sig till finalomgången. Hon deltog även vid Olympiska sommarspelen 2008 i längdhopp där hon precis missade att kvalificera sig till finalen. Emellertid blev den finalklara Ukrainskan Ludmila Blonska diskvalificerad för dopning. I finalen förbättrade Okagbare sitt personliga rekord och slutade på en överraskande tredjeplats.
Okagbare studerar på University of Texas i El Paso i USA.
I februari 2022 stängdes hon av i 10 år för dopning.